# China Forbes

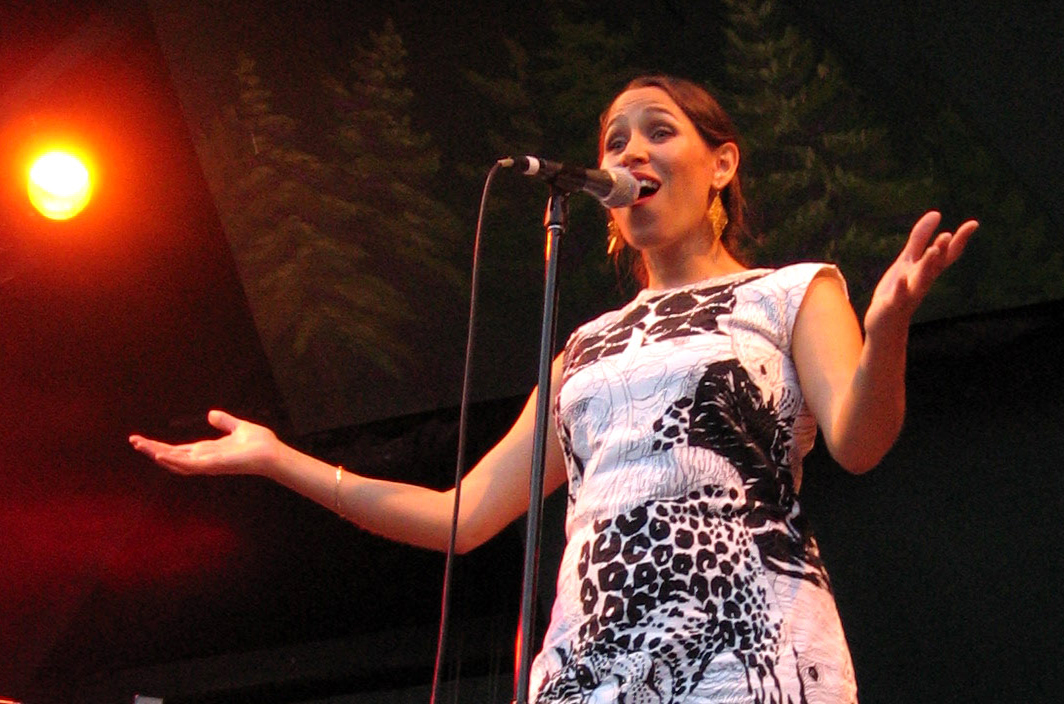
China Forbes bei einem Konzert von Pink Martini (2006)

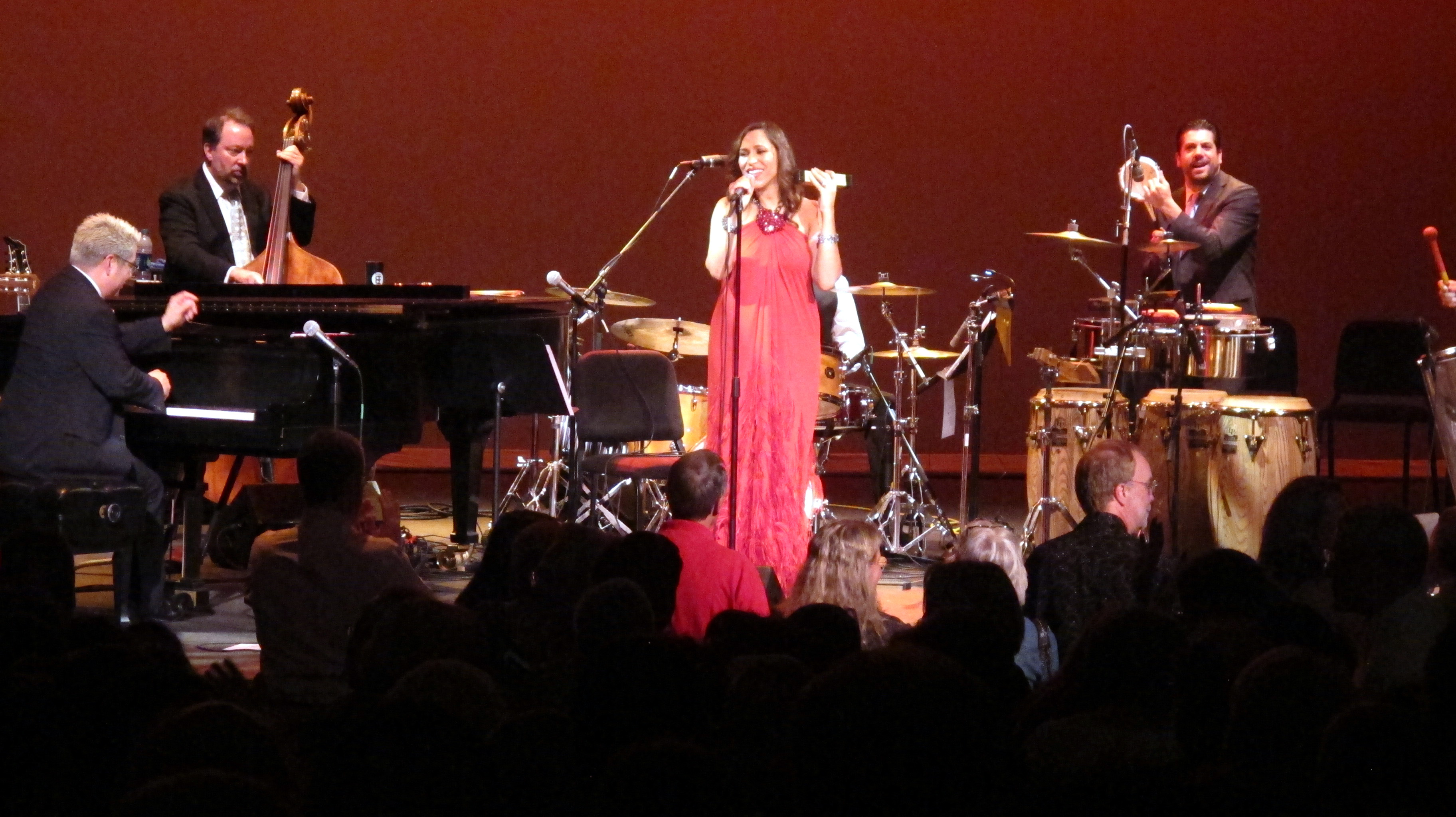
Forbes mit Pink Martini beim Savannah Music Festival 2012

China Forbes (* 29. April 1970 in Cambridge, Massachusetts) ist eine US-amerikanische Singer-Songwriterin und Schauspielerin, die als eine der beiden Leadsängerinnen – neben Storm Large – der Gruppe Pink Martini bekannt wurde.

## Leben und Karriere
China Forbes ist eine Cousine des früheren US-amerikanischen Außenministers John Kerry. Sie besuchte die Phillips Exeter Academy und studierte anschließend Schauspiel an der Harvard University, wo sie regelmäßig mit Thomas M. Lauderdale musizierte, der dort klassisches Piano studierte.
In Harvard wurde Forbes mit dem Jonathan Levy Award ausgezeichnet. Sie schloss ihr Studium 1992 ab und arbeitete mehrere Jahre als Schauspielerin in Off-Broadway-Theatern in New York City. Ihre musikalische Karriere begann sie mit der Gründung einer eigenen Band und der Aufnahme ihres Solo-Albums Love Handle im Jahr 1995. Ende der 1990er-Jahre sang sie den Titelsong Ordinary Girl für die Fernsehserie Clueless und 2003 den Song Que Sera, Sera für den Thriller In the Cut.
Thomas Lauderdale, der inzwischen in Portland, Oregon lebte, bat Forbes um Mitarbeit in seiner 1994 neu gebildeten Gruppe Pink Martini. Sie übernahm die Rolle der Leadsängerin und zog drei Jahre später nach Portland, um sich vollständig der Arbeit mit Pink Martini zu widmen, die von der New York Times als Retro-Lounge-Gruppe (retro-lounge group) bezeichnet wird.
2008 veröffentlichte Forbes ihr zweites Soloalbum ’78 bei Lauderdales Label Heinz Records. Im selben Jahr sang sie mit Michael Feinstein ein Duett des Songs How Will It Last? auf dessen Album The Sinatra Project. Mit Georges Moustaki sang sie zwei Duette für dessen Album Solitaire in französischer Sprache. Sie tritt im Fernsehen auf und sang unter anderem in der Tonight Show bei Jay Leno.
Wegen einer Stimmbandoperation pausierte Forbes von Mitte 2011 an für etwa ein Jahr. Diese Zeit bezeichnete sie später in einem Interview als eine der schwierigsten Phasen ihres Lebens; sie habe sich selten so isoliert gefühlt. Nach ihrer Rückkehr reduzierte sie ihre Auftritte mit Pink Martini und teilt sich die Rolle der Leadsängerin mit Storm Large, von der sie bereits während ihrer Krankheitspause vertreten worden war.
Forbes ist verheiratet und brachte 2009 einen Sohn zur Welt.